# August von Goethe
Julius August Walter von Goethe (Weimar, 25 december 1789 - Rome, 27 oktober 1830) was de zoon van Goethe en Christiane Vulpius en geheim kamerheer aan het hof van Karel August van Saksen-Weimar-Eisenach.
August was het enige van de vijf kinderen van Goethe dat ouder werd dan enkele dagen. Hij studeerde enkele semesters rechten aan de Universiteit van Heidelberg, waar hij lid was van het Corps Guestphalia Heidelberg. Hij studeerde vervolgens nog drie semesters aan de Universiteit van Jena. Hij trouwde in 1817 met Ottilie von Pogwisch, met wie hij drie kinderen kreeg:
- Walther Wolfgang (1818-1885)
- Wolfgang Maximilian (1820-1883)
- Alma (1827-1844)

Hij werkte vanaf 1810 in verschillende functies aan het hof in Weimar. Na de dood van zijn moeder nam hij - met tegenzin, en zeer onder de indruk van zijn vaders imposantheid - haar rol over als Goethes Briefpartner. Hij hield - met even grote tegenzin - op zijn vaders wens een reisdagboek bij en vermeed het overal zich op zijn afkomst te laten voorstaan. Hij was - evenals zijn vader - vrijmetselaar.

## Dood
In april 1830 vertrok hij met zijn vaders secretaris Johann Peter Eckermann naar Italië. Hij bezocht alle belangrijke steden. In Rome werd hij ziek. Hij overleed aldaar aan wat pokken bleken te zijn. Hij werd door de Duitstalige gemeenschap in Rome begraven op het Protestants kerkhof van Rome. Op zijn grafsteen staat te lezen: GOETHE FILIVS / PATRI / ANTEVERTENS / OBIIT / ANNOR[VM] XL / MDCCCXXX (dat is: Goethe junior overleed - zijn vader voorafgaand - in zijn veertigste levensjaar in 1830).